# Abaria electa
Abaria electa is een schietmot uit de familie Xiphocentronidae. De soort komt voor in het Afrotropisch gebied.